# 稲葉佳江
稲葉 佳江（いなば よしえ、1949年 - ）は、日本の看護学者。札幌保健医療大学元学長。専門分野は看護教育学。

## 略歴
- 聖路加看護大学看護学部卒業
- 1994年北海学園大学大学院法学研究科修士課程修了（藪重夫の下で医事法を学ぶ）
- 北海道大学大学院教育学研究科博士課程単位取得満期退学
- 北海道内の病院で看護師、保健師として勤務
- 札幌医科大学衛生短期大学部助手
- 1993年札幌医科大学保健医療学部看護学科保健医療学部看護学科看護学第一講座教授
- 2010年札幌医科大学名誉教授、旭川医科大学医学部看護学科教授
- 2013年札幌保健医療大学の初代学長に就任
- 2018年札幌保健医療大学退職

## 著書
- 『成人・高齢者看護のためのヘルスアセスメント』（メヂカルフレンド社、2004年）
- 大日向輝美と共著『看護ヘルスアセスメント』（メヂカルフレンド社、2011年）